# Dolní Dunajovice
Dolní Dunajovice (niem. Unter Tannowitz lub Untertannowitz) – wieś na Morawach, w Czechach, w kraju południowomorawskim. Według danych z 28 sierpnia 2006 liczba jego mieszkańców wyniosła 1735 osób.

## Historia
Pierwsza pisemna wzmianka o wsi pochodzi z 1183. 14 grudnia 1870 roku urodził się tutaj późniejszy kanclerz i prezydent Austrii – Karl Renner.

## Miejsca
- Pręgierz
- Kalwaria
- Posąg Niepokalanej
- Posąg świętego Marka
- Figury Cyryla i Metodego
- Figury Floriana i św Jana Nepomucena
- Fara